# Sølvlind
Sølvlind (Tilia tomentosa), ofte skrevet sølv-lind, er et stort, løvfældende træ med en regelmæssig krone. Bladene er sølvgrå på undersiden, og blomsterne er gullige og stærkt duftende. Sølvpilen blomstrer i juli. Træet plantes en del i bymæssige områder.

## Kendetegn
Sølvlind er et stort, løvfældende træ med en regelmæssig og bredt kegleformet krone. Stammen er kraftig og kegleformet med opstigende hovedgrene og overhængende sidegrene. Barken er først gråfiltet og grøn. Senere bliver den mørkegrå med lyse korkporer, og til sidst er den grå med fine furer. Knopperne er spredte, ægformede og grønne.
Bladene er rundt hjerteformede. De har tydelig spids og en skarpt savtakket rand. Oversiden er glat og mørkegrøn, mens undersiden er lysegrå, filtet. Høstfarven er guldgul. Blomsterne sidder i lange, hængende stande. De enkelte blomster er gulhvide og duftende. Frugterne sidder flere sammen på et behåret forblad. De er spidst ægformede, svagt vortede og ribbede. De modner sjældent i Danmark.
Rodnettet består af et hjerteformet, dybtgående system af hovedrødder og talrige, fint forgrenede smårødder lige under overfladen. Se i øvrigt under småbladet lind.
Træet når en højde på ca. 30 m og en kronebredde på ca. 20 m. Årstilvæksten er i gennemsnit henholdsvis 40 og 30 cm.

## Udbredelse
Sølvlind vokser på kalkrig, tør og næringsrig bund i Mellem- og Sydeuropa. Her danner den løvskov sammen med andre, tørketålende løvtræer. I de lysåbne skove i Betfia dalen, Lăzăreni højderne, bihor amt, Rumænien, finder man plantesamfundet Tilia tomentosae-Carpinetum betuli. Her vokser arten sammen med bl.a. alm. bingelurt, blærenød, hasselurt, svalerod, enblomstret flitteraks, hvidgul skovlilje, håret viol, kantet konval, kirsebærkornel, klæbrig salvie, lundvortemælk, lundgylden, martsviol, skovstilkaks, sværdskovlilje, sød astragel, tarmvridrøn og ædelkortlæbe

## Ikke giftig for bier
De ofte gentagne rygter om, at sølvlinds nektar skulle være giftig for bier, har intet på sig.
| Portal | Portal:Botanik |